# St'at'imcets
Els St'át'imc (també dits Lillooet que vol dir "ceba silvestre", Stl'atl'imx, Stl'atl'imc, Sƛ'aƛ'imxǝc, St'át'imc) són una tribu que parla una llengua salish.
Actualment, constituïxen un grup natiu nord-americà format per uns 3.000 - 6.000 individus, que viu a la Colúmbia Britànica, Canadà. Actualment, molts es guanyen la vida treballant en la indústria de la fusta. Els últims anys han pres una postura més activa per a donar suport a les seues demandes de terra contra els governs provincial i federal. També han encapçalat protestes contra l'explotació forestal a la vall Stein, a la Colúmbia Britànica. Alguns dels més importants festivals populars en suport del medi ambient han sigut celebrats anualment a la reserva lillooet.

## Comunitats

### Baix St'at'imc
- N'Quatqua a D'arcy Colúmbia Britànica. També coneguts com a Anderson Lake Band i un dels membres originals de la Nació In-SHUCK-ch, encara que ara tenen la seva organització dins el Lillooet Tribal Council, degut als forts lligams entre ells. Localitzada als marges delLlac Anderson, al nord-est de Pemberton, Colúmbia Britànica.
- Lil'wat a Mount Currie, Colúmbia Britànica.
- Xa'xtsa, a Port Douglas, Colúmbia Britànica als mrges del llac Harrison (pron. HAH-tsa)
- Ska'tin, a Skookumchuck Hot Springs als marges del riu Lillooet (pron. Ska-TEEN)
- Samahquam vora el riu Lillooet (pron. Sha-MAH-quam}. Les comunitats petites i remotes de Samahquam, Xa'xtsa i Ska'tin abandonaren el Lillooet Tribal Council i s'uniren al N'quatqua D'arcy Colúmbia Britànica per formar la Nació In-SHUCK-ch.

### Alt St'at'imc
- Tsal'álh i Ohin, a Shalalth, Colúmbia Britànica i Nkiat i Slosh, a Seton Portage, Colúmbia Britànica tots ells governats col·lectivament en el Lillooet Tribal Council com a Seton Lake Indian Band.
- Sekw'el'wás a Lillooet, Colúmbia Britànica (Reserva Cayoose Creek)
- T'ít'q'et a Lillooet, Colúmbia Britànica, també dits Tl'itl'kt (Reserva Lillooet)
- Nxwísten a Lillooet, Colúmbia Britànica (Bridge River Indian Band)
- Cácl'ep vora Lillooet, Colúmbia Britànica (pron. Hah-lip i també dit Xa'xlip) Fountain Indian Band.
- Ts'kw'aylacw, també coneguts com a Pavilion Indian Band i localitzats a Pavilion, Colúmbia Britànica, entre Lillooet i Cache Creek, vora el Canyó Fraser i el Canyó Marble, vora els territori de la Bonaparte Band dels shuswap.

La declaració de la tribu Lillooet fou feta el 1911 a Spences Bridge, Colúmbia Britànica per a declarar la propietat de les terres sobre els colons no nadius.